# اینگ اول نروژ
اینگ اول نروژ (نروژی: Inge I of Norway؛ ۱۱۳۵ – ۳ فوریه ۱۱۶۱) پادشاه نروژ بین سال‌های ۱۱۳۶ تا ۱۱۶۱ میلادی بود.